# Особняк Всеволожских
Особняк Всеволожских (А. Н. Всеволожского, В. М. Каржавиной) — здание в Москве, расположенное по адресу улица Остоженка, № 49.
Здание являлось частью городской усадьбы Лошаковского-Всеволожского. Главный фасад здания, возведённого в стилистике классицизма, оформлен 6-колонным портиком. На фронтоне здания можно разглядеть герб рода Всеволожских.
Деревянный 1-этажный дом (с каменным задним крылом) был построен между 1817 и 1825 годами, как указано в москвоведческой литературе, неким генералом Кушипковым, однако тут очевидна опечатка, поскольку в других источниках встречается более распространённая фамилия Кушников. (Возможно, речь идёт о генерале Сергее Сергеевиче Кушникове, племяннике Карамзина). Своё прозвание особняк получил благодаря владельцу Александру Всеволожскому (не путать с его дедом, Александром Всеволодовичем Всеволожским (1793—1864), известным интеллектуалом, знакомым Пушкина, Грибоедова, Глинки и других). Из Лошаковских, которые также владели усадьбой, известен чиновник горного ведомства маркшейдер Н. В. Лошаковский, которому также принадлежал соседний дом № 37 на Остоженке, который в 1833 году он продал Варваре Тургеневой (т. н. «Дом Муму»). В XIX веке здесь жили Михаил Бакунин и братья Киреевские, бывал Виссарион Белинский. Перед революцией дом принадлежал Варваре Михайловне Каржавиной.
В 2015 году в здании были расположены издательский дом «Ансар», Представительство Координационного центра мусульман Северного Кавказа в Москве, Централизованная религиозная организация «Международная Исламская Миссия», Люкон. С, Постоянное представительство Буддийской традиционной Сангхи России.
В настоящее время в здании остались Централизованная религиозная организация «Международная Исламская Миссия» и Представительство Координационного центра мусульман Северного Кавказа в Москве.

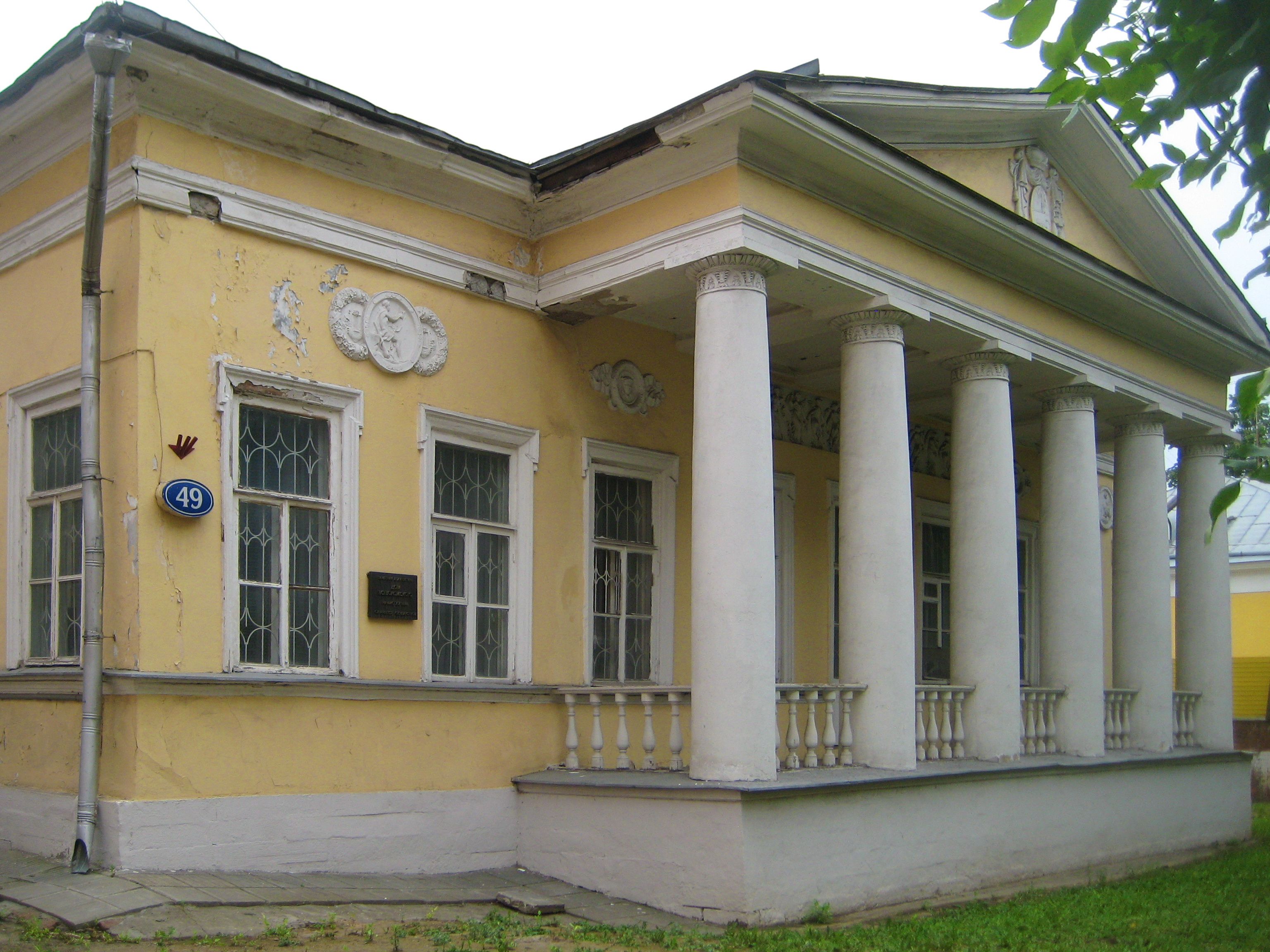
Портик, рельефы и герб Всеволожских. В боковом медальоне изображён Аполлон, играющий на лире, на центральном рельефе, скрытом под фронтоном — он же, окружённый танцующими женщинами (очевидно, музами)
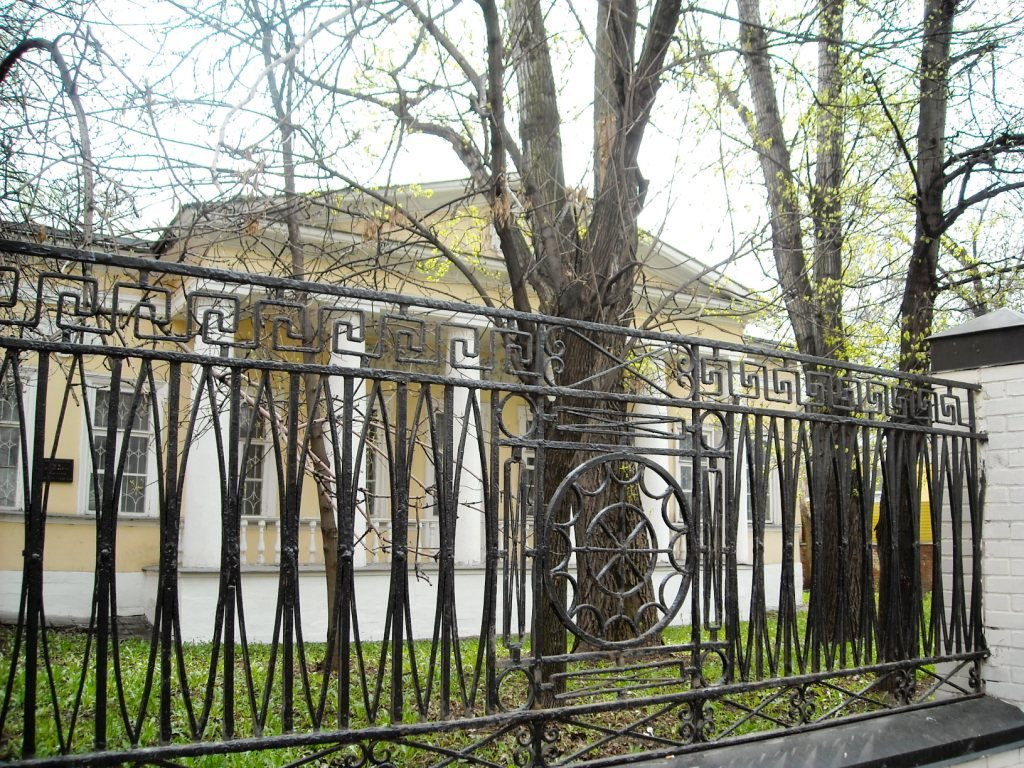
Ампирная ограда особняка